# آلفی آرکوری
آلفی آرکوری (انگلیسی: Alfie Arcuri؛ زادهٔ ۱۹ آوریل ۱۹۸۸) خواننده و ترانه‌پرداز اهل استرالیا است. وی از سال ۲۰۱۶ میلادی تاکنون مشغول فعالیت بوده‌است.